# 洪水湾古塘遗址
洪水湾古塘遗址位于中国浙江省宁波市海曙区鄞江镇它山堰村它山堰自然村东北部，距离它山堰500米，建于宋淳祐三年（1243年），宝祐三年（1255年），在此地置三坝，后中、外二坝垫于江中，只存濒河一坝，被称为“洪水湾塘”，清乾隆四十一年（1776年）、咸丰七年（1857年）、民国十三年（1924年）几次重修增筑，旧塘长105.6米，重修后长320米，高4.16米，20世纪70年代后因官塘被拆，上下游设障等原因，于1988年在其东侧段改塘为闸，建成洪水湾排洪闸，现仅存西侧石塘遗迹180余米，均由条石砌筑，上覆石板，是它山堰的配套设施之一，2010年9月公布为鄞州区文物保护单位，2018年12月28日因行政区划调整公布为海曙区文物保护单位。